# Euplexidia albiguttata
Euplexidia albiguttata là một loài bướm đêm trong họ Noctuidae.